# Lessing-Hochschule zu Berlin
Die Lessing Hochschule zu Berlin ist eine nach dem deutschen Dichter Gotthold Ephraim Lessing benannte private Bildungseinrichtung in Berlin-Zehlendorf. Träger der Hochschule ist eine Gesellschaft gleichen Namens mit der Rechtsform einer gemeinnützigen GmbH.
An der Lessing Hochschule findet akademische Lehre und Forschung auf universitärem Niveau statt, gleichwohl die Lehrangebote seit ihrer Gründung im Jahr 1901 nicht zum Erwerb berufsqualifizierender akademischer Abschlüsse führen.

## Status
Die Lessing Hochschule zu Berlin führt den streng geschützten Begriff „Hochschule“ als Namensbestandteil in Übereinstimmung mit dem Berliner Hochschulgesetz (BerlHG); dies wurde ihr vom Land Berlin verbrieft. Sie ist die drittälteste Hochschule Berlins, die ihren Lehr- und Forschungsbetrieb am 1. Oktober 1901 aufnahm. Lediglich die Humboldt-Universität zu Berlin (gegründet 1809 als ‚Universität zu Berlin‘) und die Technischen Universität Berlin (gegründet 1879 als ‚Technische Hochschule zu Berlin‘) begannen vor der Lessing Hochschule mit der Umsetzung ihres jeweiligen Bildungsauftrages.
Im Zusammenwirken mit staatlichen oder staatlich anerkannten Universitäten und Hochschulen hat die Lessing Hochschule zu Berlin das Recht, nach den Curricula und Prüfungsordnungen einer staatlichen oder staatlich anerkannten Partnerhochschule mit den an der Lessing Hochschule tätigen Professoren und Lehrbeauftragten zu lehren und zu prüfen; sie könnte damit akademische Lehrangebote an ihrem Berliner Sitz oder an anderen, von ihr etabliert werden könnenden Standorten in Deutschland offerieren, die zu berufsqualifizierenden akademischen Abschlüssen führen. Hiervon hat die Lessing Hochschule zu Berlin bislang noch keinen Gebrauch gemacht.
Einige der Arbeits- und Forschungsbereiche der Lessing Hochschule zu Berlin sind als Hochschulinstitute konstituiert und werden zukünftig mit eigener Rechtspersönlichkeit ausgegliedert. Sie gehen sodann ihrerseits als Gesellschaften für anwendungsorientierte Lehre und Forschung Kooperationen mit staatlichen oder staatlich anerkannten Universitäten und Hochschulen ein.
Rektor ist der Politikwissenschaftler, Soziologe, Essayist und Bildende Künstler Bernd Guggenberger, Prorektor der Philosoph Günther Bien. Das Dekanat Studium generale ist vakant (Stand: Oktober 2022), das bis zu seinem Tode der Politikwissenschaftler Norbert Kapferer leitete. Studiendekane sind Christian Knudsen (Lehre und Forschung) und Gottfried Meyer-Thoss (Theater und Medien).

## Geschichte
Im Kaiserreich und in den Friedensjahren der Weimarer Republik bildete die Lessing Hochschule ein wesentliches gesellschaftliches und somit nicht nur ein wissenschaftliches Zentrum in der damaligen Reichshauptstadt. Es gehörte quasi zum „guten Ton“ und als Ausweis „zur Elite zu gehören“, dass man eine Hörerkarte der Lessing Hochschule besaß. Neben Vorlesungsangeboten tradierter Ausprägung trafen sich die Hörer regelmäßig an Wochenenden zu akademischen Salons und Matineen mit wechselnden Themen und Dozenten. Wissen wurde auf universitärem Niveau vermittelt, jedoch ohne "Erschwernisse", die die Absolvierung von Prüfungen mit Bewertungen für die Teilnehmer mit sich gebracht hätte. Die geistige, wissenschaftliche und politische Elite der damaligen Reichshauptstadt versammelte sich in den Jahren 1901 bis 1933 an der Lessing Hochschule, um ohne Leistungsdruck neigungsbezogen Neues zu erfahren, Bekanntes zu vertiefen und für eigene Entwicklungen wohlabgewogene Hinweise und Empfehlungen zu erhalten. Die Lessing Hochschule galt über drei Jahrzehnte als „Berliner Bildungs-Harvard“.
Im Herbst 1901 erschien das erste Vorlesungsverzeichnis der Lessing Hochschule, das von der Fortschrittlichkeit der Einrichtung zeugt. Zu den ersten Dozierenden zählte die Autorin und Frauenrechtlerin Helene Stöcker, die dort von 1901 bis 1905 unterrichtete.
Von 1914 bis 1933 war der Psychologe Ludwig Lewin (1887–1967) Akademischer Leiter der Lessing Hochschule, der nach dem Ende des Ersten Weltkriegs die Alma Mater durch Schwerpunktsetzungen ausbaute: 1920 wurde ein „Collegium Musicum“ etabliert, ab 1927 Wirtschaftskurse angeboten, 1928 die „Hochschule der Frau“ eingerichtet, die Abteilung für Körperbildung und Sport folgte 1929 und das „Zentralinstitut für Wissenschaftliche Graphologie“ im Jahr 1930.
Die Lessing Hochschule publizierte seit dem Jahr 1927 die Schriftenreihe „Quell des Wissens“ zu den Themenbereichen „Technik und Verkehr“, „Biologie, Botanik und Zoologie“ sowie „Philosophie und Religionen“.
Nach der Machtergreifung der Nationalsozialisten (1933) wurde die Lessing Hochschule - wie sämtliche Universitäten und Hochschulen des damaligen Deutschen Reiches - „gleichgeschaltet“. Als Mitglieder des nunmehrigen Akademischen Lehrkörpers und als Hörer wurden nur übernommen beziehungsweise zugelassen, wenn es sich um sogenannte „Arier“ handelte. Die Lessing Hochschule galt nach „der Entfernung des Judentums in deren Einrichtung“ immer noch als bürgerlicher Ort, an dem gesellschaftlicher Dialog, wenngleich unter den Restriktionen des Dritten Reiches, „oft hinter vorgehaltener Hand“, stattfand. 
Am 26. Februar 1935 veranstaltete der Preußische Ministerpräsident Hermann Göring im Marmorsaal des Berliner Zoologischen Gartens ein Festkonzert aus Anlass der Eröffnung des zuvor gegründeten Deutsch-Polnischen Instituts an der Lessing Hochschule, an dem neben diesem Reichsminister Joseph Goebbels, der polnische Botschafter Józef Lipski, Carl Eduard Herzog von Sachsen-Coburg und Gotha und Emmy Sonnemann, die spätere Ehefrau Görings, teilnahmen. Die Lessing Hochschule hatte im „Dritten Reich“ ihren Ruf als Bildungsstätte von Nobelpreisträgern und Gelehrten von europäischer Bedeutung und sogar von Weltruf verloren und diente den Schergen der „braunen Diktatur“ als Bühne für deren Propaganda.
Der Geist von Gotthold Ephraim Lessing, des bedeutenden Dichters der Aufklärung, der sich dem Toleranzgedanken verpflichtet hatte und diesen mit Verve verfocht, war ausgelöscht. Die Lessing Hochschule wurde nicht zerschlagen, sondern überstand den Zweiten Weltkrieg und die anschließenden Nachkriegsjahre in rechtlicher Hinsicht; sie blieb de jure erhalten. Der legendäre Rektor Dr. Ludwig Lewin und seine Frau, die in der Zeit von Hitlers Diktatur u. a. in die USA emigriert waren, kehrten Mitte der 1960er Jahre nach Berlin zurück und bauten die Hochschule im Jahr 1964 unter der Schirmherrschaft des Regierenden Bürgermeisters Willy Brandt erneut auf. Der Lehrbetrieb begann am 26. April 1965, im Jahr ihrer feierlichen Wiederöffnung, die am 24. März 1965 stattfand. Das überragende Renommeé der Vorkriegseinrichtung konnte die Lessing Hochschule in der damals noch jungen bundesdeutschen „Bonner Republik“ nicht zurückerlangen. Zusammen mit den Berliner Universitäten und Hochschulen gehört die Lessing Hochschule zu Berlin seit ihrer Wiedereröffnung zu jener „Berliner Bildungslandschaft“, die nationale und internationale Strahlkraft besitzt.

## Herausragende Dozenten
Im Kaiserreich und während der Weimarer Republik (bis 1933) sowie wieder ab 1965 lehrten oder dozierten gastweise unter anderem folgende herausragende Persönlichkeiten an der Berliner Lessing Hochschule, unter diesen Nobelpreisträger und Friedensnobelpreisträger:
Nobelpreisträger:
- der Physiker Max von Laue (1914)
- der Physiker Albert Einstein (1921)
- der Dramatiker George Bernard Shaw (1925); zudem Oscar-Preisträger für das beste adaptierte Drehbuch (1939)
- der Schriftsteller Thomas Mann (1929)
- der Physiker Erwin Schrödinger (1933)
- der Schriftsteller Hermann Hesse (1946)

Friedensnobelpreisträger:
- der Reichsaußenminister Gustav Stresemann (1926)
- der Bundeskanzler Willy Brandt (1971)

Weitere herausragende Persönlichkeiten:
- der Psychotherapeut Alfred Adler
- der Schriftsteller Robert Austerlitz
- der Orientalist und spätere Preußische Kulturminister Carl Heinrich Becker
- der Kunsthistoriker Werner Cohn
- die Schauspielerin Tilla Durieux
- der Komponist und Dirigent Wilhelm Furtwängler
- der Kunsthistoriker und Romanist Otto Grauhoff
- der Philosoph und kath. Theologe Romano Guardini
- der Politiker und spätere Bundespräsident Theodor Heuss
- der Musikpsychologe Erich Moritz von Hornborstel
- der Psychiater Carl Gustav Jung
- der Dirigent Herbert von Karajan
- der Schriftsteller Alfred Kerr
- der Theaterregisseur Fritz Kortner
- der Filmregisseur Fritz Lang
- der Maler Max Liebermann
- der Reichstagspräsident Paul Löbe
- der Schriftsteller Heinrich Mann
- die Kernphysikerin Lise Meitner
- der Rechtsgelehrte Gustav Radbruch
- der Reichsaußenminister Walter Rathenau
- der Philosoph Max Scheler
- die Philologin Renata von Scheliha
- der Lyriker Arthur Silbergleit
- der Soziologe Georg Simmel
- der Religionsphilosoph Paul Tillich
- der Theologe Ernst Troeltsch
- die Choreografin Mary Wigman
- der Architekt und Kunsthistoriker Paul Zucker
- der Schriftsteller Stefan Zweig

## Programm
In den vergangenen Jahren fanden mit Kooperationspartnern, unter diesen das Bildungsforum „Schloss Neuhardenberg“, publizistisch begleitete und vielbeachtete Sonderveranstaltungen statt.